# 小眼可哥鮋
小眼可哥鮋為輻鰭魚綱鮋形目鮋亞目絨皮鮋科的其中一種，為亞熱帶海水魚，分布於西南太平洋澳洲東部海域，棲息深度0-14公尺，體長可達3.9公分，棲息在岩石底質底層水域，生活習性不明。

## 扩展阅读
維基物種上的相關：小眼可哥鮋